# Reach Out I’ll Be There
Reach Out I’ll Be There (englisch für „Melde dich, ich werde da sein“) ist ein Soulsong der Four Tops aus dem Jahre 1966. Das Stück belegte Platz eins in den USA und Großbritannien, wurde ein Millionenseller und die erfolgreichste Single der Gruppe.

## Entstehung und Veröffentlichung
Das Lied wurde vom Autoren- und Produzenten-Trio Holland–Dozier–Holland, bestehend aus Lamont Dozier, Brian Holland und Eddie Holland, geschrieben. Dozier und Brian Holland zeichneten zudem auch für die Produktion verantwortlich. Dozier begann zunächst am Piano einige Wechsel von Moll nach Dur auszuprobieren. Schließlich komplettierte er die Melodie und begann den Text zu schreiben. Dort, wo noch Worte fehlten, wurden sie vorläufig durch Platzhalter ergänzt, die dann Eddie Holland wiederum durch endgültigen Text ersetzte. Holland–Dozier–Holland orientierten die geplante neue Komposition am Erzählstil im Gesang von Bob Dylan, dabei sollte Leadsänger Levi Stubbs mehr schreien als singen wie im Shout-Blues.
Zunächst entstand einige Tage später im Studio A von Motown in Detroit die Rhythmus- und Musikspur. Eddie Holland nahm danach eine Demoaufnahme auf, damit Levi Stubbs sich am gewünschten Arrangement orientieren konnte. Stubbs war Bariton mit Reichweite in den Tenor und musste seine stimmlichen Grenzen ausschöpfen. Tenor Duke Fakir musste die höchsten Noten ohne Übergang zur Falsett-Stimme singen. Arrangeur Paul Riser sorgte danach für ein Overdub von Streicherparts, die klassische Akkordumkehrungen verwendeten. Wie viele andere Motown-Titel bestand auch Reach Out I’ll Be There aus drei Akkorden, war jedoch stärker gospelorientiert.
Der Hintergrundchor stammte diesmal nicht von den studioeigenen Andantes, sondern setzte sich aus Telma Hopkins und Joyce Vincent zusammen. Neben der eindringlichen, empathischen Leadstimme sind Flöte und Piccoloflöte besonders markant. Sie spielen im Intro die Hauptmelodie und sind während des gesamten Liedes melodieführend. Die Piccoloflöte wurde von Dayna Hartwick gespielt, ihrer ersten Aufnahmesession im Alter von 13 Jahren. James Jamersons dominante Basslinien dienen als Gegenmelodie, Norman Whitfield steuerte Perkussion bei, Benny Benjamin und Richard Allen waren die Schlagzeuger. Bei dem dichten und intensiven Soundbild wäre ein Vokalbeitrag eigentlich überflüssig gewesen, doch Stubbs steigert sich in einen eindringlichen Gesang. Dadurch bewegt sich das gesamte Musikstück hart an der Grenze der Überproduktion. Reach Out I’ll Be There wurde – trotz der komplexen Instrumentation – in lediglich zwei Takes aufgenommen und am 27. Juli 1966 endabgemischt.
Die Erstveröffentlichung von Reach Out I’ll Be There erfolgte als Single am 18. August 1966 bei Motown. Diese erschien mit der B-Seite Until You Love Someone (Katalognummer: M-1098). Die Four Tops gingen davon aus, dass Reach Out I’ll Be There als Albumfüller geplant gewesen sei und hatten das Stück zunächst wieder vergessen, bis sich Labelinhaber Berry Gordy bei einer Qualitätskontrolle sicher war, dass dies der nächste „Hit“ sei. Im November desselben Jahres erschien zunächst eine Liveversion des Liedes als Teil des ersten Four-Tops-Livealbums Live! (Katalognummer: MS-654), ehe es am 17. Juli 1967 als Teil des vierten Studioalbums Reach Out (Katalognummer: M5-149V1) erschien.

## Inhalt
Es wird eine Variante in einer Liebesbeziehung behandelt, bei der der Partner seiner Freundin versichert, dass sie sich auf ihn gerade in schlechten Zeiten verlassen kann. Wenn sie nicht mehr weiter weiß, ihre Hoffnung schwindet und ihr Leben durcheinandergerät, wenn Glück zur Illusion wird und die Welt um sie herum zerbröckelt, dann kann sie zu ihm kommen, denn seine Liebe wird ihr Schutz bieten.

## Rezeption
2001 belegte das Lied Platz 266 der Songs of the Century der US-amerikanischen RIAA.

## Kommerzieller Erfolg

### Chartplatzierungen
Reach Out I’ll Be There avancierte zum Nummer-eins-Hit in den Vereinigten Staaten sowie dem Vereinigten Königreich. In den britischen Charts konnte sich das Lied im Juli 1988 nochmals neun Wochen in den Charts platzieren, wo es mit Rang elf einen erneute Top-10-Platzierung nur knapp verfehlte. Darüber hinaus erreichte der Titel Top-10-Platzierungen in Belgien-Wallonien (Rang 4), den Niederlanden (Rang 8) und Belgien-Flandern (Rang 10).
| ChartsChartplatzierungen       | Höchstplatzierung | Wochen/ Monate |
| ------------------------------ | ----------------- | -------------- |
| Deutschland (GfK)              | 13 (1,5 Mt.)      | 1,5 Mt.        |
| Vereinigte Staaten (Billboard) | 1 (15 Wo.)        | 15 Wo.         |
| Vereinigtes Königreich (OCC)   | 1 (25 Wo.)        | 25 Wo.         |

| ChartsJahrescharts (1966)      | Platzierung |
| ------------------------------ | ----------- |
| Vereinigte Staaten (Billboard) | 4           |

### Auszeichnungen für Musikverkäufe
| Land/Region                  | Auszeichnungen für Musikverkäufe (Land/Region, Auszeichnung, Verkäufe) | Verkäufe  |
| ---------------------------- | ---------------------------------------------------------------------- | --------- |
| Vereinigte Staaten (RIAA)    | Gold                                                                   | 500.000   |
| Vereinigtes Königreich (BPI) | Platin                                                                 | 600.000   |
| Insgesamt                    | 1× Gold · 1× Platin ·                                                  | 1.100.000 |

## Coverversionen
Es gibt diverse Coverversionen zu Reach Out (I'll Be There), darunter P. J. Proby (Album: Enigma; Dezember 1966), Chris Farlowe (Dezember 1966), Lee Moses (Januar 1967), Bill Cosby mit einer Funk-Parodie (Januar 1968), The Cowsills (Album: The Cowsills in Concert; Mai 1969), Diana Ross (April 1971), Narada Michael Walden (1983) oder auch Boyz II Men (Oktober 2007).
In den britischen Charts war der Titel noch zweimal vertreten, nämlich in einer Discoversion von Gloria Gaynor (März 1975; Rang 14) und Michael Bolton (März 1993; Rang 37).